# Voetbalvissen
Voetbalvissen (Himantolophidae) zijn een familie van straalvinnige vissen uit de orde van Vinarmigen (Lophiiformes).

## Geslacht
- Himantolophus J. C. H. Reinhardt, 1837